# Richmond (Illinois)
Richmond es una villa ubicada en el condado de McHenry en el estado estadounidense de Illinois. En el Censo de 2010 tenía una población de 1874 habitantes y una densidad poblacional de 171,3 personas por km².

## Geografía
Richmond se encuentra ubicada en las coordenadas 42°27′50″N 88°18′32″O / 42.46389, -88.30889. Según la Oficina del Censo de los Estados Unidos, Richmond tiene una superficie total de 10.94 km², de la cual 10.94 km² corresponden a tierra firme y (0%) 0 km² es agua.

## Demografía
Según el censo de 2010, había 1874 personas residiendo en Richmond. La densidad de población era de 171,3 hab./km². De los 1874 habitantes, Richmond estaba compuesto por el 93.01% blancos, el 0.85% eran afroamericanos, el 0.32% eran amerindios, el 1.71% eran asiáticos, el 0% eran isleños del Pacífico, el 2.13% eran de otras razas y el 1.97% pertenecían a dos o más razas. Del total de la población el 6.94% eran hispanos o latinos de cualquier raza.